# Nazionale maschile di calcio della Birmania
La nazionale di calcio della Birmania (birmano: မြန်မာ့လက်ရွေးစင်ဘောလုံးအသင်း) è la rappresentativa calcistica nazionale della Birmania, posta sotto l'egida della federazione calcistica birmana (Myanmar Football Federation) e affiliata all'AFC e all'ASEAN.
Tra gli anni '60 e '70 fu tra le squadre egemoni del Sud-est asiatico, vincendo cinque volte il torneo calcistico dei Giochi del Sud-est asiatico (1965, 1967, 1969, 1971 e 1973). Partecipò inoltre alle Olimpiadi di Monaco di Baviera del 1972. A partire dagli anni '70, non ha ottenuto nessun risultato di rilievo, non partecipando a molte competizioni ufficiali, sino al 1993, quando ha vinto la medaglia d'argento ai Giochi del Sud-Est asiatico. Nel 1996 si è qualificata per la prima volta al Campionato di calcio dell'ASEAN, competizione alla quale a continuato a partecipare ininterrottamente sino al 2004, edizione durante la quale ha raggiunto la semifinale della competizione. Dopo aver mancato la qualificazione nelle edizioni del 2007 e del 2008, è tornata a disputare il torneo nel 2010, venendo nuovamente eliminata al primo turno. Nell'edizione del 2016 del campionato del Sud-est asiatico ha conquistato la medaglia di bronzo.
Il miglior risultano in Coppa d'Asia risale al secondo posto del 1968, tuttavia dall'edizione successiva sino a quella del 1992 non ha più partecipato alla competizione. Dal 1996 al 2004 è tornata a disputare le qualificazioni, senza mai riuscire a qualificarsi alla fase finale. A seguito dell'istituzione dell'AFC Challenge Cup, tra il 2007 e il 2015 non ha più partecipato alla Coppa delle nazioni asiatiche. A seguito dell'allargamento di quest'ultima competizione da 16 a 24 squadre e della conseguente abolizione dell'AFC Challenge Cup, la nazionale birmana è tornata a disputare le qualificazioni nell'edizione del 2019, durante le quali ha sfiorato la qualificazione giungendo alle spalle di India e Kirghizistan a pari punti.
A causa di mancate partecipazioni, ritiri e squalifiche, ha esordito nelle qualificazioni al campionato del mondo solamente nel 2007. Finora non è mai riuscita a qualificarsi alla massima competizione calcistica mondiale.
Ad aprile 2025 occupa il 162º posto nel Ranking FIFA.

## Risultati in Coppa del Mondo
- Dal 1930 al 1938 - Non partecipante
- 1950 - Ritirata
- Dal 1954 al 1990 - Non partecipante
- 1994 - Ritirata
- 1998 - Non partecipante
- 2002 - Ritirata
- 2006 - Squalificata per il ritiro del 2002
- Dal 2010 al 2026 - Non qualificata

## Risultati in Coppa d'Asia
- 1956 - Ritirata
- 1960 - Ritirata
- 1964 - Ritirata
- 1968 - Secondo posto
- 1972 - Ritirata
- 1976 - Ritirata
- 1980 - Ritirata
- 1984 - Ritirata
- 1988 - Ritirata
- 1992 - Non partecipante
- Dal 1996 al 2004 - Non qualificata
- Dal 2007 al 2015 - Non partecipante
- Dal 2019 al 2023 - Non qualificata

## Risultati nel Campionato dell'ASEAN di calcio
- 1996 - Fase a gironi
- 1998 - Fase a gironi
- 2000 - Fase a gironi
- 2002 - Fase a gironi
- 2004 - Quarto posto
- 2007 - Fase a gironi
- 2008 - Fase a gironi
- 2010 - Fase a gironi
- 2012 - Fase a gironi
- 2014 - Fase a gironi
- 2016 - Semifinalista
- 2018 - Fase a gironi
- 2020 - Fase a gironi

## Tutte le rose

### Coppa d'Asia
Coppa d'Asia 1968P A. Tin, P W. Tin, D H. P. Maung, D M. Maung Maung, D T. Maung Maung, D Myo, D Pe, C Aung, C I Aye Maung, C L. Aye Maung, C Hla, C Saw, C Soe, C H. Tin, C Ye, A Ba, A H. H. Maung, A Suk, A Thin, A Win, CT: Sein

## Rosa attuale
Lista dei 23 giocatori convocati per le partite di Qualificazioni al campionato mondiale di calcio 2022.
|  | P | Kyaw Zin Htet    | 2 marzo 1987               | 39 | 0  | svincolato        |  |  |
|  | P | Kyaw Zin Phyo    | 1º febbraio 1994           | 20 | 0  | Shan Utd          |  |  |
|  | P | Pyae Lyan Aung   | 11 maggio 1993             | 0  | 0  | svincolato        |  |  |
|  |   |                  |                            |    |    |                   |  |  |
|  | D | David Htan       | 13 maggio 1990             | 65 | 4  | Yangon Utd        |  |  |
|  | D | Thein Than Win   | 25 maggio 1991             | 22 | 2  | Rakhine Utd       |  |  |
|  | D | Kyaw Zin Lwin    | 4 gennaio 1993             | 20 | 0  | Shan Utd          |  |  |
|  | D | Nanda Kyaw       | 3 settembre 1996           | 18 | 0  | Shan Utd          |  |  |
|  | D | Hein Thiha Zaw   | 1º agosto 1995             | 11 | 0  | Shan Utd          |  |  |
|  | D | Htike Htike Aung | 1º febbraio 1995           | 5  | 0  | Yangon Utd        |  |  |
|  | D | Nyein Chan       | 2 giugno 1994              | 4  | 0  | Shan Utd          |  |  |
|  | D | Zaw Ye Tun       | 28 giugno 1994             | 4  | 0  | Yadanarbon        |  |  |
|  |   |                  |                            |    |    |                   |  |  |
|  | C | Maung Maung Lwin | 18 giugno 1995             | 35 | 6  | Lamphun Warrior   |  |  |
|  | C | Hlaing Bo Bo     | 8 luglio 1996              | 31 | 5  | Yadanarbon        |  |  |
|  | C | Yan Naing Oo     | 31 marzo 1996              | 24 | 1  | Yangon Utd        |  |  |
|  | C | Myo Ko Tun       | 9 marzo 1995               | 11 | 0  | Yadanarbon        |  |  |
|  | C | Lwin Moe Aung    | 10 dicembre 1999           | 11 | 0  | Shan Utd          |  |  |
|  | C | Htet Phyo Wai    | 21 gennaio 2000            | 6  | 1  | Shan Utd          |  |  |
|  | C | Maung Maung Win  | 8 maggio 1990              | 2  | 0  | Yangon Utd        |  |  |
|  | C | Zin Phyo Aung    | 6 novembre 1995            | 0  | 0  | Shan Utd          |  |  |
|  | C | Ye Yint Aung     | 26 febbraio 1998 (20 anni) | 0  | 0  | Yadanarbon        |  |  |
|  |   |                  |                            |    |    |                   |  |  |
|  | A | Aung Thu         | 22 maggio 1996             | 41 | 10 | Lamphun Warrior   |  |  |
|  | A | Than Paing       | 6 dicembre 1996            | 25 | 1  | Kanchanaburi City |  |  |
|  | A | Ei Soe           | 15 ottobre 2000            | 4  | 0  | Yangon Utd        |  |  |

### Giochi olimpici
NOTA: per le informazioni sulle rose successive al 1948 visionare la pagina della Nazionale olimpica.